# Gran Premio de Japón de Motociclismo de 2009
El Gran Premio de Japón de Motociclismo de 2009 fue la segunda prueba del Campeonato del Mundo de Motociclismo de 2009. Tuvo lugar en el fin de semana del 24 al 26 de abril de 2009 en el Twin Ring Motegi, situado en Motegi, Prefectura de Tochigi, Japón. La carrera de MotoGP fue ganada por Jorge Lorenzo, seguido de Valentino Rossi y Dani Pedrosa. Álvaro Bautista ganó la prueba de 250cc, por delante de Hiroshi Aoyama y Mattia Pasini. La carrera de 125cc fue ganada por Andrea Iannone, Julián Simón fue segundo y Pol Espargaró tercero.

## Resultados

### Resultados MotoGP
| Pos. | N.º | Piloto           | Constructor | Vueltas | Tiempo    | Parrilla | Pts. |
| ---- | --- | ---------------- | ----------- | ------- | --------- | -------- | ---- |
| 1    | 99  | Jorge Lorenzo    | Yamaha      | 24      | 43:47.238 | 3        | 25   |
| 2    | 46  | Valentino Rossi  | Yamaha      | 24      | +1.304    | 1        | 20   |
| 3    | 3   | Dani Pedrosa     | Honda       | 24      | +3.763    | 11       | 16   |
| 4    | 27  | Casey Stoner     | Ducati      | 24      | +5.691    | 2        | 13   |
| 5    | 4   | Andrea Dovizioso | Honda       | 24      | +9.207    | 7        | 11   |
| 6    | 33  | Marco Melandri   | Kawasaki    | 24      | +30.555   | 8        | 10   |
| 7    | 65  | Loris Capirossi  | Suzuki      | 24      | +32.756   | 6        | 9    |
| 8    | 36  | Mika Kallio      | Ducati      | 24      | +39.416   | 17       | 8    |
| 9    | 52  | James Toseland   | Yamaha      | 24      | +43.106   | 10       | 7    |
| 10   | 7   | Chris Vermeulen  | Suzuki      | 24      | +43.245   | 4        | 6    |
| 11   | 14  | Randy de Puniet  | Honda       | 24      | +44.834   | 16       | 5    |
| 12   | 5   | Colin Edwards    | Yamaha      | 24      | +46.540   | 5        | 4    |
| 13   | 15  | Alex de Angelis  | Honda       | 24      | +53.525   | 15       | 3    |
| 14   | 88  | Niccolò Canepa   | Ducati      | 24      | +1:21.804 | 18       | 2    |
| 15   | 24  | Toni Elías       | Honda       | 23      | +1 vuelta | 9        | 1    |
| Ret  | 59  | Sete Gibernau    | Ducati      | 17      | Ret       | 14       |      |
| Ret  | 69  | Nicky Hayden     | Ducati      | 0       | Caída     | 12       |      |
| Ret  | 72  | Yuki Takahashi   | Honda       | 0       | Caída     | 13       |      |

## Resultados 250cc
| Pos. | N.º | Piloto              | Constructor | Vueltas | Tiempo    | Parrilla | Pts. |
| ---- | --- | ------------------- | ----------- | ------- | --------- | -------- | ---- |
| 1    | 19  | Álvaro Bautista     | Aprilia     | 23      | 44:06.488 | 3        | 25   |
| 2    | 4   | Hiroshi Aoyama      | Honda       | 23      | +5.889    | 2        | 20   |
| 3    | 75  | Mattia Pasini       | Aprilia     | 23      | +21.832   | 4        | 16   |
| 4    | 28  | Gábor Talmácsi      | Aprilia     | 23      | +25.906   | 7        | 13   |
| 5    | 6   | Alex Debón          | Aprilia     | 23      | +30.785   | 10       | 11   |
| 6    | 73  | Shuhei Aoyama       | Honda       | 23      | +33.788   | 17       | 10   |
| 7    | 52  | Lukáš Pešek         | Aprilia     | 23      | +36.972   | 11       | 9    |
| 8    | 12  | Thomas Lüthi        | Aprilia     | 23      | +41.018   | 13       | 8    |
| 9    | 17  | Karel Abraham       | Aprilia     | 23      | +41.649   | 16       | 7    |
| 10   | 48  | Shoya Tomizawa      | Honda       | 23      | +52.863   | 25       | 6    |
| 11   | 40  | Héctor Barberá      | Aprilia     | 23      | +1:00.888 | 5        | 5    |
| 12   | 35  | Raffaele De Rosa    | Honda       | 23      | +1:06.347 | 6        | 4    |
| 13   | 10  | Imre Tóth           | Aprilia     | 23      | +1:53.149 | 20       | 3    |
| 14   | 59  | Kazuki Watanabe     | Yamaha      | 22      | +1 vuelta | 19       | 2    |
| 15   | 56  | Vladimir Leonov     | Aprilia     | 22      | +1 vuelta | 22       | 1    |
| 16   | 8   | Bastien Chesaux     | Honda       | 22      | +1 vuelta | 23       |      |
| 17   | 58  | Marco Simoncelli    | Gilera      | 22      | +1 vuelta | 1        |      |
| 18   | 77  | Aitor Rodríguez     | Aprilia     | 22      | +1 vuelta | 24       |      |
| Ret  | 14  | Ratthapark Wilairot | Honda       | 18      | Caída     | 12       |      |
| Ret  | 25  | Alex Baldolini      | Aprilia     | 17      | Caída     | 18       |      |
| Ret  | 55  | Héctor Faubel       | Honda       | 6       | Caída     | 15       |      |
| Ret  | 63  | Mike Di Meglio      | Aprilia     | 5       | Caída     | 8        |      |
| Ret  | 7   | Axel Pons           | Aprilia     | 3       | Caída     | 21       |      |
| Ret  | 16  | Jules Cluzel        | Aprilia     | 2       | Caída     | 14       |      |
| Ret  | 15  | Roberto Locatelli   | Gilera      | 2       | Caída     | 9        |      |

## Resultados 125cc
| Pos. | N.º | Piloto             | Constructor | Vueltas | Tiempo            | Parrilla | Pts. |
| ---- | --- | ------------------ | ----------- | ------- | ----------------- | -------- | ---- |
| 1    | 29  | Andrea Iannone     | Aprilia     | 20      | 42:23.716         | 1        | 25   |
| 2    | 60  | Julián Simón       | Aprilia     | 20      | +1.346            | 2        | 20   |
| 3    | 44  | Pol Espargaró      | Derbi       | 20      | +5.039            | 8        | 16   |
| 4    | 17  | Stefan Bradl       | Aprilia     | 20      | +6.904            | 3        | 13   |
| 5    | 93  | Marc Márquez       | KTM         | 20      | +13.061           | 10       | 11   |
| 6    | 11  | Sandro Cortese     | Derbi       | 20      | +14.841           | 9        | 10   |
| 7    | 6   | Joan Olivé         | Derbi       | 20      | +16.420           | 11       | 9    |
| 8    | 94  | Jonas Folger       | Aprilia     | 20      | +16.483           | 14       | 8    |
| 9    | 77  | Dominique Aegerter | Derbi       | 20      | +27.500           | 6        | 7    |
| 10   | 38  | Bradley Smith      | Aprilia     | 20      | +30.359           | 7        | 6    |
| 11   | 99  | Danny Webb         | Aprilia     | 20      | +37.547           | 13       | 5    |
| 12   | 71  | Tomoyoshi Koyama   | Loncin      | 20      | +43.856           | 19       | 4    |
| 13   | 12  | Esteve Rabat       | Aprilia     | 20      | +59.889           | 4        | 3    |
| 14   | 8   | Lorenzo Zanetti    | Aprilia     | 20      | +1:00.141         | 15       | 2    |
| 15   | 24  | Simone Corsi       | Aprilia     | 20      | +1:02.601         | 17       | 1    |
| 16   | 16  | Cameron Beaubier   | KTM         | 20      | +1:02.609         | 23       |      |
| 17   | 18  | Nicolás Terol      | Aprilia     | 20      | +1:09.867         | 5        |      |
| 18   | 35  | Randy Krummenacher | Aprilia     | 20      | +1:09.883         | 22       |      |
| 19   | 33  | Sergio Gadea       | Aprilia     | 20      | +1:15.049         | 12       |      |
| 20   | 73  | Takaaki Nakagami   | Aprilia     | 20      | +1:19.858         | 21       |      |
| 21   | 5   | Alexis Masbou      | Loncin      | 20      | +1:43.413         | 25       |      |
| 22   | 7   | Efrén Vázquez      | Derbi       | 20      | +1:52.910         | 20       |      |
| 23   | 69  | Lukáš Šembera      | Aprilia     | 20      | +2:07.124         | 33       |      |
| 24   | 58  | Yuuichi Yanagisawa | Honda       | 20      | +2:07.402         | 26       |      |
| 25   | 87  | Luca Marconi       | Aprilia     | 19      | +1 vuelta         | 30       |      |
| 26   | 10  | Luca Vitali        | Aprilia     | 19      | +1 vuelta         | 35       |      |
| 27   | 55  | Hiroomi Iwata      | Honda       | 19      | +1 vuelta         | 29       |      |
| 28   | 59  | Satoru Kamada      | Honda       | 19      | +1 vuelta         | 28       |      |
| 29   | 57  | Yuki Oogane        | Honda       | 18      | +2 vueltas        | 34       |      |
| Ret  | 56  | Yuma Yahagi        | Honda       | 11      | Ret               | 27       |      |
| Ret  | 14  | Johann Zarco       | Aprilia     | 10      | Ret               | 18       |      |
| Ret  | 45  | Scott Redding      | Aprilia     | 6       | Ret               | 16       |      |
| Ret  | 32  | Lorenzo Savadori   | Aprilia     | 2       | Caída             | 24       |      |
| Ret  | 53  | Jasper Iwema       | Honda       | 0       | Caída             | 31       |      |
| DNS  | 88  | Michael Ranseder   | Haojue      |         | Technical problem | 32       |      |
| DNQ  | 66  | Matthew Hoyle      | Haojue      |         |                   |          |      |